# Франо Карач
Франо Карач (Загреб, СФРЈ, 4. јун 1977) је хрватски ватерполиста. Тренутно наступа за Младост. Игра на позицији крила.
Са репрезентацијом Хрватске је освојио бронзане медаље на светским првенствима 2009. у Риму и 2011. у Шангају и златну медаљу на Европском првентву 2010. у Загребу.